# Huey Dunbar
Eustace Abu Sad Dunbar Rodriguez, conocido como “Huey Dunbar IV” (Nueva York; 15 de mayo de 1974), es un cantautor de pop latino y salsa puertorriqueño-estadounidense.

## Adolescencia e inicios
Huey Dunbar es hijo de padre jamaicano y madre puertorriqueña. Cuando estudiaba el cuarto año de escuela secundaria (high school), Huey probó su suerte en una audición de talento que ofreciera el productor Sergio George y el manejador de talento Adam Torres. A Sergio se le reconocía el haber desarrollado un nuevo gusto urbano joven para la música tropical, produciendo salsa grabada por los artistas del 'free style' y "dance" La India y Marc Anthony. La expresión vocal de Huey impresionó a Sergio, quien lo acogió bajo su tutela. 
Por espacio de dos años Huey trabajó arduamente para refinar sus destrezas. Aprendió a hablar y cantar en español y estudió ritmos de salsa, mientras hacía coros en estudios de grabación y escenarios. Entre los fondos musicales que hacía, trabajó con Yolandita Monge, Víctor Manuelle e India. De hecho, Huey se convirtió en voz permanente de fondo con India, impresionando a las audiencias con su dúo "Vivir Lo Nuestro".
Al igual que muchos otros jóvenes americanos, Huey creció escuchando toda clase de música, incluyendo música pop de los años 50 hasta los 80. Su influencia musical también incluyó leyendas musicales tales como Rubén Blades, a quien admiraba como cantante y por su lírica. También explica Huey que la singular producción conjunta de Blades y Willie Colón, "Siembra", "hablaba sobre latinos en general y ello me impactó. Por eso creo en que debe existir unidad entre los Latinos en los Estados Unidos, como una sola voz. Unidos somos una gran fuerza."

## Dark Latin Groove
Unidad es la filosofía detrás del grupo DLG (Dark Latin Groove) que creó Sergio George, cuando entendió que Huey ya estaba listo para pasar de fondo al primer plano como vocalista. En la música de DLG la elocuente voz de salsa de Huey ha sido colocada frente a ritmos de rap y reggae. A consecuencia de ello, audiencias jóvenes de todo el mundo se aferraron de inmediato al primer álbum de estos "Dark Latin Groove" (1996). El sencillo inicial, "No morirá" se mantuvo en la primera posición del listado de éxitos de Billboard Latino por espacio de seis semanas consecutivas. Su segundo sencillo, "Todo Mi Corazón", también alcanzó la primera posición y el álbum como tal produjo su primera nominación a premio Grammy. 
El 5 de agosto de 1997 se lanza su segunda producción discográfica, "Swing On", vendió el doble de lo que vendió su primer álbum. Este logró convertirse en triple platino en ventas en el mercado latino de los Estados Unidos, así como en Colombia, Costa Rica, Uruguay y Perú, mercados en los que sentó nuevas marcas. El sencillo "La Quiero A Morir" se colocó primero en el listado de Billboard Tropical y se mantuvo en esa posición varias semanas.
En el año 1999, DLG lanzó la producción "Gotcha!" la que le valió su segunda nominación a Grammy. Además, el grupo viajó extensamente abriéndose paso en mercados que tradicionalmente no estaban abiertos a la música tropical como España, Bolivia, Argentina y Uruguay.
En el año 2000 se lanza el disco "Greatest Hits" que incluye los mejores temas del grupo y el tema “Qué locura enamorarme de ti” que cantara Huey a dúo con Eddie Santiago, y con esto se daría el adiós definitivo al grupo DLG.

## Carrera como solista

### 2001
El 27 de febrero de 2001 Huey lanza su álbum debut como solista "Yo sí me enamoré", donde incursiona en ritmos como el bolero, la balada romántica, el pop latino y el ritmo bolero-son, incluye también un tema a dúo con la cantante y actriz mexicana Lucero en un ritmo balada-pop y otro en salsa.
El 19 de agosto de 2003 Huey nos presenta su nuevo disco "Music for my Peoples", con ritmos que lo influenciaron a través de los años, incluye la fusión de ritmos como el R&B, el Dance, Hip-Hop y ritmos caribeños, en este disco encontramos la participación de los raperos Fat Joe y Magic Juan, sin duda Huey nos sigue deleitando con nuevas fusiones ya que para él ésta es la música del futuro.

### 2003
Sale al mercado la película "Chasing Papi" el soundtrack incluye el tema del mismo nombre interpretado por Huey Dunbar y Fat Joe y también es incluido en el disco "Music for my Peoples".

### 2004
Magic Juan lanza su disco "Inevitable" en donde Huey participa en el tema "That's All That Matters".

### 2005
Huey Dunbar participa en el disco "The Juganot Project", en los temas "One Night Stand" y "Now The Summers Gone", participan otros artistas como Nina Sky.

### 2006
Yan Weynn lanza su disco "Dando Cara", donde Huey Dunbar participa en el tema titulado "Amigos".

### 2007
Se lanza el disco "Flow La Discoteca 2" de DJ Nelson, donde Huey participa en los temas "Cómo estas [Remix]" junto a Ñejo y en "Anoche" junto a De La Ghetto.

### 2010
Huey Dunbar lanza el primer single titulado "Te amaré", que marca su retorno con su nuevo disco titulado "Huey Dunbar IV", que salió a la venta el 2 de marzo de 2010.

### 2023
Huey Dunbar lanza el 14 de octubre single titulado "De mi Enamórate", donde Huey Dunbar esta a cargo de la interpretación, los arreglos musicales y producción.

## Sencillos
| Año  | Título               | Hot Latin Songs | Latin Pop Songs | Tropical Songs |
| ---- | -------------------- | --------------- | --------------- | -------------- |
| 2001 | "Con cada beso"      | 5               | 8               | 3              |
| 2001 | "Yo sí me enamoré"   | 15              | 13              | 3              |
| 2003 | "Sin poderte hablar" | 47              | -               | 3              |
| 2003 | "A donde iré"        | 49              | -               | 3              |
| 2010 | "Te amaré"           | 42              | -               | 4              |

## Nominaciones y premios
| Año  | Nominaciones                                                                                | Premiaciones                                                                         |
| ---- | ------------------------------------------------------------------------------------------- | ------------------------------------------------------------------------------------ |
| 1999 |                                                                                             | Billboard como "Mejor Dúo Tropical." - "Que Locura" Eddie Santiago feat. Huey Dunbar |
| 2001 | Latin Grammy "Mejor Canción Tropical" - "Yo si me Enamore"                                  | Billboard Latino "Album Salsa del Año - Nuevo Artista"                               |
| 2004 | Latin Grammy “Mejor Album Tropical Contemporaneo” - "Music for my People"                   |                                                                                      |
| 2010 | Latin Grammy "Mejor Disco Salsa" y "Mejor Canción Tropical" - "Huey Dunbar IV" / "Te Amare" |                                                                                      |